# Schmeisser AWT MP03
Schmeisser AWT MP03 — українсько-німецький пістолет-кулемет 9-мм калібру. Призначений для ураження живої сили противника на відстані до 100-150 м.

## Історія
В жовтні 2003 р. у Києві було підписано директором Інституту автоматизованих систем Національної академії наук України Василем Ващенко і президентом всесвітньо відомої німецької збройової компанії «Schmeisser Internationale» Вернером Решом угоду, яка закріпила дострокове співробітництво у сфері розробки, виробництва та просунення на міжнародний ринок нових видів індивідуального стрілецького озброєння. Крім іншого, цим документом, строк дії якого — 10 років, передбачались спільні роботи над новим пістолетом-кулеметом Schmeisser AWT MP03 під патрон 9×19 Parabellum, новою снайперською гвинтівкою та іншими розробками в області нових технологій. Згідно з експертними оцінками, вартість розробки аналогічного класу на світовому ринку оцінюється в порядку 30 мільйонів євро (2004 р.). У 2004 році завершувалися відпрацювання питань з організації виробництва дослідних зразків та проведенню випробувань. Завершення випробувань та випуск першої дослідної партії нового пістолета-кулемета мали б відбутися в кінці 2005 року, початок серійного виробництва був запланований на 2007 рік.

## Опис
Головна деталь нового українсько-німецького пістолета-кулемета Schmeisser AWT MP03 — удосконалений ствол живучістю понад 45 тис. пострілів, який не нагрівається при стрільбі. Ствол виготовлений на основі нової та визнаної німцями технології. В числі принципових характеристик нової зброї також відсутність віддачі та потреби в змащуванні та чистці. Саме він та інші, покращені у порівнянні з традиційним індивідуальним піхотним озброєнням енергономічні показники: ствол 395 мм, маса з пустим магазином 3,15 кг. Разом з тим наявність коліматорного прицілу забезпечує двократне покращення показників точності стрільби. Початкова швидкість кулі 900 м/с, темп стрільби 600-650 пострілів у хвилину.